# 派內 (智利)

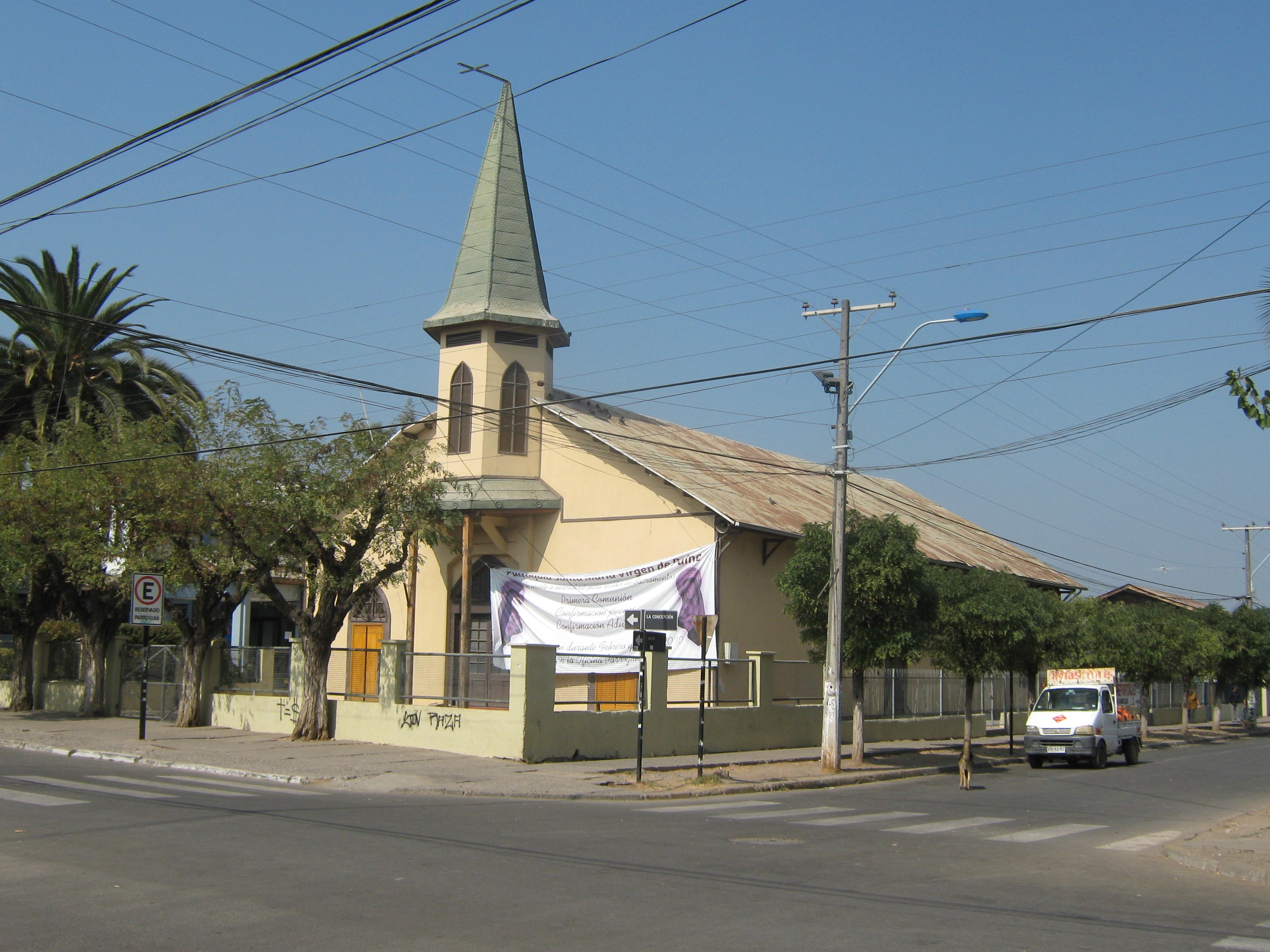

派內是智利的城鎮，位於該國中部，由聖地亞哥首都大區的馬伊波省負責管轄，始建於1927年，面積678平方公里，海拔高度409米，2002年人口50,028，人口密度每平方公里73.8人。

## 外部連結
- （西班牙文） Municipality of Paine
- Paine Web
- Paine from the air. Google maps （页面存档备份，存于）
- Laguna de Aculeo